# Congénère (boissons)
Pour les articles homonymes, voir Congénère.
Dans l'industrie des boissons alcoolisées, les congénères sont des substances, autres que le type d'alcool souhaité, l'éthanol, produites pendant la fermentation. Ces substances comprennent de petites quantités de produits chimiques tels que le méthanol et d'autres alcools (appelés alcools de fusel) : l'acétone, l'acétaldéhyde, les esters, les tanins et les aldéhydes (par exemple le furfural).
Les congénères sont responsables de la plupart du goût et de l'arôme des boissons alcoolisées distillées et contribuent au goût des boissons non distillées.  Il a été suggéré que ces substances contribuent aux symptômes d'une gueule de bois,. Le brandy, le rhum et le vin rouge ont les concentrations en congénères les plus élevées, tandis que la vodka et la bière ont les plus faibles.
Leur analyse, dans le cadre de la toxicologie médico-légale, permet de déterminer le type d'alcool consommé par l'individu.